# Gesonia pansalis
Gesonia pansalis är en fjärilsart som beskrevs av Walker 1859. Gesonia pansalis ingår i släktet Gesonia och familjen nattflyn. Inga underarter finns listade i Catalogue of Life.